# All That We Needed
All That We Needed è il terzo album discografico in studio del gruppo musicale statunitense Plain White T's, pubblicato nel 2005.
Il disco contiene la hit Hey There Delilah, che poi otterrà successo due anni dopo, quando viene inserita nel successivo album del gruppo.

## Tracce
1. All That We Needed – 3:41
2. Revenge – 3:26
3. Take Me Away – 2:42
4. My Only One – 3:49
5. Sad Story – 2:57
6. Breakdown – 3:34
7. What More Do You Want? – 2:24
8. Lazy Day Afternoon – 2:15
9. Anything – 2:59
10. Sing My Best – 2:51
11. Faster – 2:51
12. Last Call – 2:53
13. Hey There Delilah – 3:52

## Formazione
- Tom Higgenson - voce, chitarra
- Dave Tirio - chitarra, cori
- Tim G. Lopez - chitarra, cori
- Mike Retondo - basso
- De'Mar Hamilton - batteria, percussioni